# Nautilus (schip, 1992)
De A853 Nautilus is een duikvaartuig van de Cerberusklasse, in dienst van de Nederlandse Koninklijke Marine. De klasse fungeert als vervangers van de Tritonklasse. Het biedt ondersteuning aan de duik en demonteergroepen. Het schip wordt tevens gebruikt voor "vlagvertoon" tijdens diverse evenementen in Nederlandse steden en dorpen.  De gezagvoerders van het schip heeft de rang van sergeant-majoor en is werkzaam binnen de subdienstgroep Operationele Dienst Nautische Dienst (ODND). Het schip voert daarom geen oorlogswimpel en niet het predicaat Zijner Majesteits.
Het is een platbodem en daarmee zeer geschikt voor ondiepe wateren, maar mag tot 48 mijl uit de kust komen.
In 2008 is de Nautilus door de werf Visser in Den Helder verlengd. Het is voorzien van alle moderne communicatiemiddelen, een tweepersoons recompressietank en een duikklok.
Duikvaartuigen worden gebruikt als moederschip voor duikers en kikvorsmannen in binnenwateren, meestal voor het onklaar maken van mijnen en springstoffen.